# Kola Kardeh
Kola Kardeh (em persa: کلاکرده, também romanizada como Kolā Kardeh) é uma aldeia do distrito rural de Langarud, no condado de Abbasabad, da província de Mazandaran, Irã.
No censo de 2006, sua população era de 357 habitantes, em 103 famílias.